# Фридланд (Нижняя Саксония)
Фри́дланд (нем. Friedland) — община в районе Гёттинген на южной окраине Земли Нижняя Саксония в Германии.

## Административное деление общины
К общине Фридланд относятся 14 населённых пунктов (нем. Ortschaft):
| Населённые пункты общины Фридланд | Населённые пункты общины Фридланд | Населённые пункты общины Фридланд | Населённые пункты общины Фридланд |
| Русское название                  | Немецкое название                 | Число жителей                     | Площадь, км²                      |
| --------------------------------- | --------------------------------- | --------------------------------- | --------------------------------- |
| Балленхаузен                      | Ballenhausen                      | 637                               | 7,19                              |
| Дайдероде                         | Deiderode                         | 192                               | 4,93                              |
| Элькерсхаузен                     | Elkershausen                      | 200                               | 3,53                              |
| Фридланд                          | Friedland                         | 1318                              | 4,39                              |
| Гросс-Шнэен                       | Groß Schneen                      | 1792                              | 11,14                             |
| Кляйн-Шнэен                       | Klein Schneen                     | 593                               | 5,95                              |
| Лихтенхаген                       | Lichtenhagen                      | 154                               | 2,04                              |
| Лудольфсхаузен                    | Ludolfshausen                     | 94                                | 2,55                              |
| Молленфельде                      | Mollenfelde                       | 265                               | 6,93                              |
| Нидергандерн                      | Niedergandern                     | 160                               | 3,2                               |
| Нидернеса                         | Niedernjesa                       | 1080                              | 8,37                              |
| Реккерсхаузен                     | Reckershausen                     | 441                               | 3,55                              |
| Райффенхаузен                     | Reiffenhausen                     | 737                               | 9,31                              |
| Штокхаузен                        | Stockhausen                       | 258                               | 2,54                              |

## Население
| Год  | Население |
| ---- | --------- |
| 1990 | 9 522     |
| 1995 | 8 404     |
| 2000 | 9 971     |
| 2005 | 10 708    |
| 2010 | 11 151    |

| Год  | Численность | Численность |
| ---- | ----------- | ----------- |
| 2016 | 11 210      | [ 4 ]       |
| 2017 | 12 607      | [ 1 ]       |
| 2019 | 13 300      | [ 5 ]       |
| 2021 | 14 050      | [ 6 ]       |
| 2022 | 14 744      | [ 7 ]       |
| 2023 | 14 544      | [ 8 ]       |

## Посёлок Фридланд
Первое документальное упоминание поселения как Фределанд (нем. Fredeland) датируется 1285 годом. Во времена Тридцатилетней войны посёлок был разрушен. В 1743 г. руины были расчищены и были построены новые здания.
После Второй мировой войны посёлок получил известность (в том числе и за пределами Германии) благодаря своему переходному лагерю с одноимённым названием, который сначала использовался для приёма немцев из бывших немецких восточных областей и Судетской области. Лагерь Фридланд был построен британскими оккупационными войсками на земле экономических исследовательских лабораторий Университета Гёттингена и 20 сентября 1945 года начал свою работу.
В послевоенные годы в лагерь были также приняты сотни тысяч военнопленных из Советского Союза, которым в лагере помогали восстанавливать документы, предоставляли место в бараке, искали родственников и т. п. В 1957 году было учреждено общество Помощь Фридланда (нем. Friedlandhilfe), целью которого была помощь людям при новой интеграции в общество. Позднее Фридланд стал использоваться как лагерь для размещения беглецов из ГДР, а затем — как приёмный лагерь для поздних переселенцев из стран бывшего СССР и Восточной Европы.
Ежегодно Лагерь Фридланд, Памятник жертвам (нем. Friedland-Mahnmal) и Статуя репатриантам (нем. Statue des Heimkehrers) перед церковью Святого Норберта (нем. St. Norbert Kirche) притягивают много туристов.
В посёлке хорошо развита инфраструктура: начальная школа, два детских сада, различные медицинские учреждения.